# Унук Ельхайя
Унук Ельхайя, або Серце Змії, також Унукалхай (Альфа Змії, α Змії, α Serpentis, Cor Serpentis) — подвійна зоря в екваторіальному сузір'ї Змії. Маючи видиму зоряну величину 2,64m, ця зоря є найяскравішою в сузір'ї, і її можна спостерігати неозброєним оком майже з будь-якої точки Землі. Виміри паралакса дають відстань приблизно 74 світлових роки (22,6 парсека) від Сонця.

## Властивості
Унук Ельхайя — зоряний гігант спектрального класу K2 III, що витратив водень у своєму ядрі та зійшов із головної послідовності у процесі своєї зоряної еволюції. Інтерферометричні виміри кутового діаметра цієї зорі після корекції на потемніння до краю дають 4,85 ± 0,05 мас, що, у свою чергу, дає фізичний радіус приблизно в 12 разів більший за радіус Сонця. Ефективна температура зовнішньої оболонки досягає 4498 K,, що надає зорі помаранчевий колір, характерний для зір класу К.
Світність зорі приблизно в 38 разів більше за сонячну в оптичному спектрі та в 32 рази більше — в інфрачервоному. Має два супутники: +11,8 m та +13 m з кутовими відокремленнями 58" та 2,3' відповідно.